# Фуше (село)
Фуше (перс. فوشه) — село в Ірані, у дегестані Ґураб-Пас, в Центральному бахші, шагрестані Фуман остану Ґілян. За даними перепису 2006 року, його населення становило 755 осіб, що проживали у складі 212 сімей.

## Клімат
Середня річна температура становить 13,78°C, середня максимальна – 28,00°C, а середня мінімальна – -0,74°C. Середня річна кількість опадів – 625 мм.
| Клімат поселення                              | Клімат поселення | Клімат поселення | Клімат поселення | Клімат поселення | Клімат поселення | Клімат поселення | Клімат поселення | Клімат поселення | Клімат поселення | Клімат поселення | Клімат поселення | Клімат поселення | Клімат поселення |
| Показник                                      | Січ.             | Лют.             | Бер.             | Квіт.            | Трав.            | Черв.            | Лип.             | Серп.            | Вер.             | Жовт.            | Лист.            | Груд.            |                  |
| Середній максимум, °C                         | 12,15            | 10,90            | 12,00            | 16,42            | 20,98            | 26,50            | 28,00            | 27,83            | 23,22            | 20,17            | 15,79            | 11,99            |                  |
| Середня температура, °C                       | 6,33             | 5,09             | 6,18             | 10,59            | 15,15            | 20,68            | 23,72            | 23,54            | 18,93            | 15,89            | 11,51            | 7,72             |                  |
| Середній мінімум, °C                          | 0,50             | −0,74            | 0,35             | 4,75             | 9,32             | 14,86            | 19,44            | 19,26            | 14,64            | 11,60            | 7,23             | 3,43             |                  |
| Норма опадів, мм                              | 57               | 49               | 67               | 63               | 38               | 21               | 14               | 24               | 52               | 76               | 69               | 95               |                  |
| Середньомісячна швидкість вітру, м/с          | 2.15             | 2.33             | 2.42             | 2.42             | 2.20             | 2.18             | 2.49             | 2.24             | 1.89             | 2.07             | 1.92             | 1.93             |                  |
| Середньомісячна сонячна радіація, кДж/м²·день | 7109             | 9333             | 11475            | 15916            | 19733            | 22317            | 23046            | 19734            | 16160            | 11332            | 8775             | 6833             |                  |
| --------------------------------------------- | ---------------- | ---------------- | ---------------- | ---------------- | ---------------- | ---------------- | ---------------- | ---------------- | ---------------- | ---------------- | ---------------- | ---------------- | ---------------- |
| Джерело:                                      |                  |                  |                  |                  |                  |                  |                  |                  |                  |                  |                  |                  |                  |